# Science et technologie au Japon
 (décembre 2017).

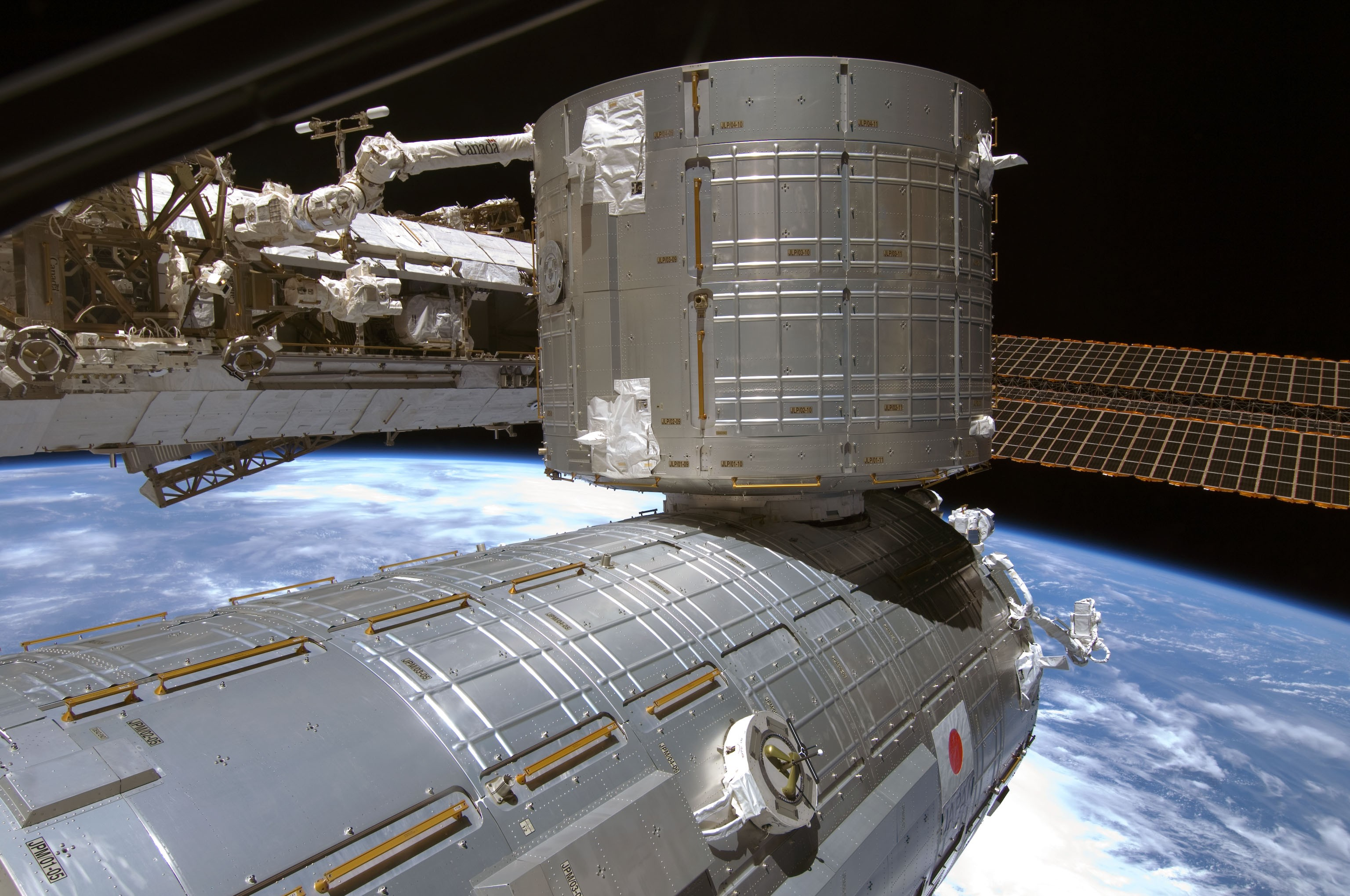
Le module d'expérimentation japonais Kibō.

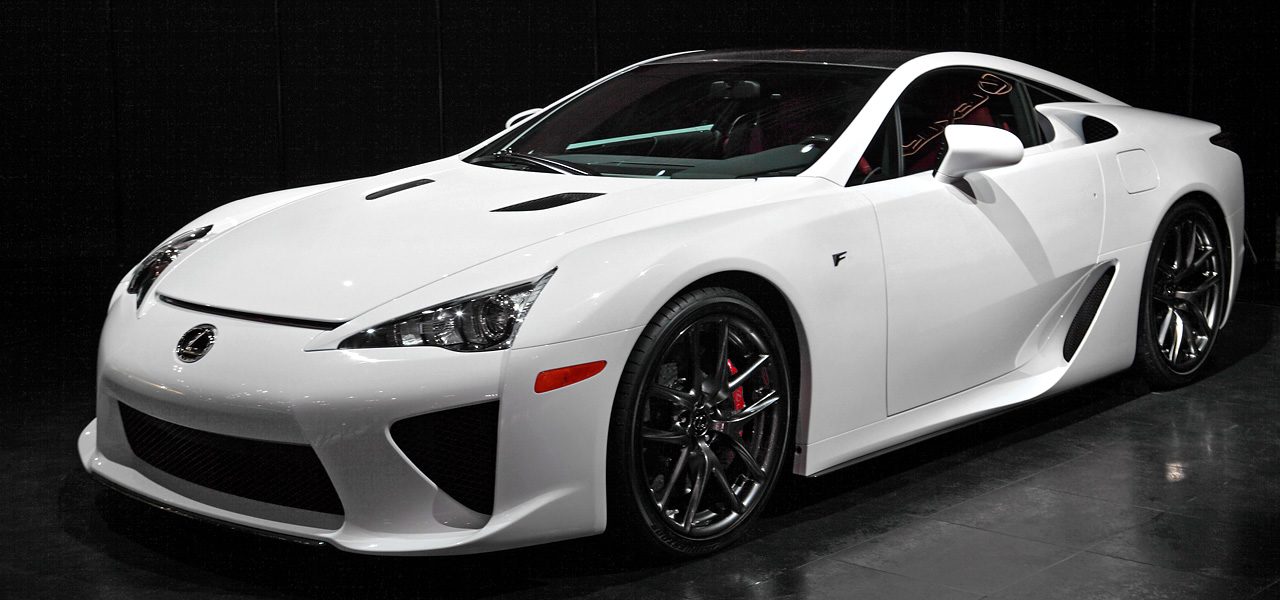
Lexus LFA

La science et la technologie japonaises sont principalement focalisées sur l'électronique grand public, la robotique et la construction automobile.

## Électronique

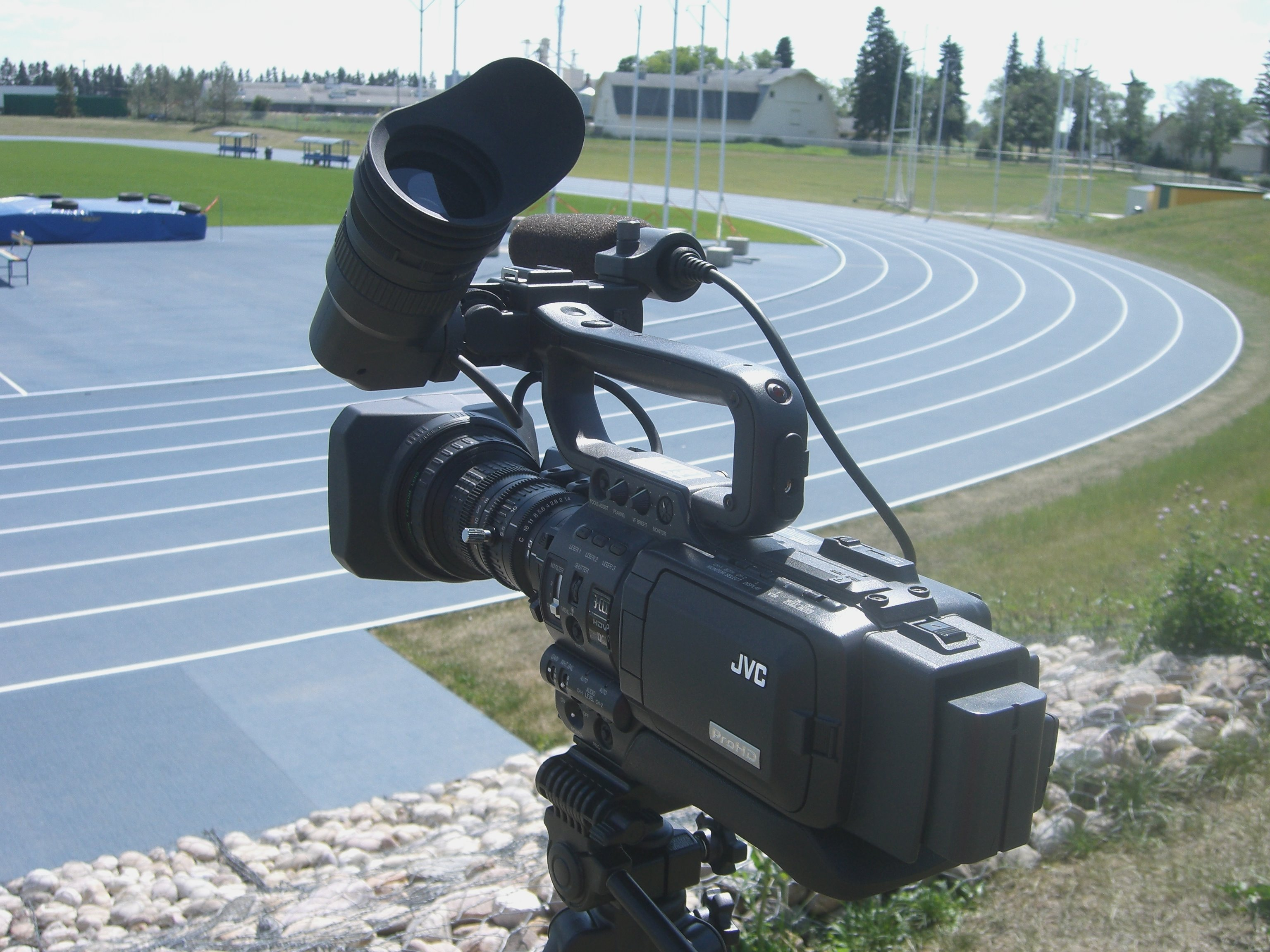
Caméra PRO-HDV JVC.

Le Japon est bien connu pour ses compétences dans le domaine de l'industrie électronique à travers le monde. Les produits électroniques japonais représentent une part importante du marché mondial, si on le compare aux autres pays développés. Le Japon est l'un des pays leader dans le domaine de la recherche scientifique, technologique, machinerie, recherche médicale, et ce, faisant de ce pays le troisième pays disposant d'un budget de 130 milliard de dollars pour la recherche et le développement, et plus de 677 731 chercheurs à son actif. Sur le continent asiatique, le Japon s'est vu délivré plusieurs Prix Nobel pour la science (voir Liste des lauréats du prix Nobel par pays).
Le Japon dispose d'un large conglomérat de niveau international tel que : Fujifilm (qui a développé le premier ordinateur tout public, le FUJIC (en)1999 en 1956) et Sony, Panasonic, Canon, Nikon, Fujitsu, Hitachi, Sharp, NEC, Nintendo, Epson ou Toshiba figurent parmi les entreprises les plus connues dans le monde[pas clair].
On estime que 16 % de l'or et 22 % de l'argent mondial est contenu dans la technologie électronique au Japon.

## Automobile
Toyota, Honda, Nissan, Mazda, Mitsubishi, Suzuki, et Subaru sont des industries automobiles disposant d'une notoriété sur la scène internationale.

## Aéronautique

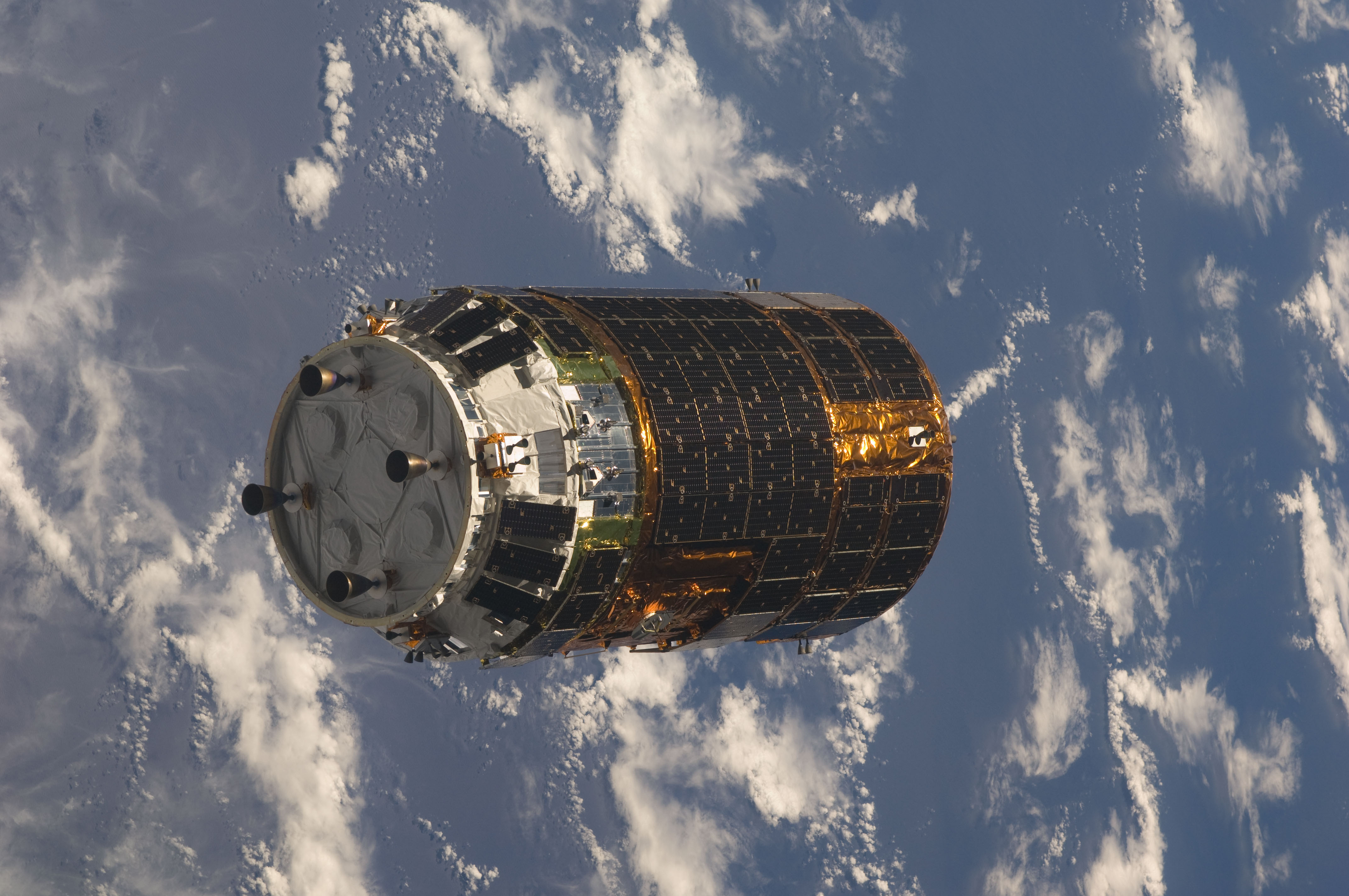
H-II Transfer Vehicle

L'Agence d'exploration aérospatiale japonaise (JAXA) est une société spécialisée dans la recherche spatiale et planétaire ainsi que de la recherche aéronautique et du développement de l'espace ainsi que des satellites. Elle a développé une série de lanceurs, dont le plus récent[Quand ?] et le plus puissant : le lanceur H-IIB. Les fusées H-IIA / B, qui ont la capacité de porter une charge utile de 8 tonnes au GTO (abréviation anglaise qui correspond à l'Orbite de transfert géostationnaire) au maximum, sont maintenant gérées par la société privée Mitsubishi Heavy Industry[pas clair]. Elle a également construit le module d'expérimentation japonais Kibō, qui a été lancé et ajouté à la Station spatiale internationale lors des vols d'assemblage de la navette spatiale en 2007 et 2008 et le HTV transfère des charges utiles à la station en 2009[style à revoir].

## Énergie nucléaire

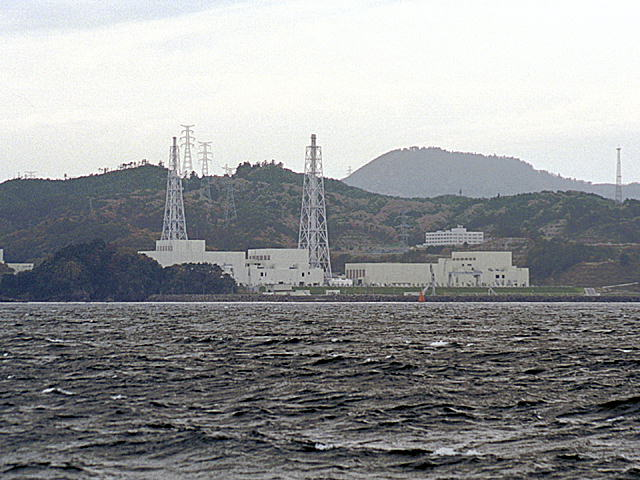
La Centrale nucléaire d'Onagawa, une centrale typique japonaise à 3 unités.

Depuis 1973, le Japon cherche à devenir moins dépendant des combustibles fossiles importés et à compter sur le nucléaire. En 2008, après l'ouverture de 7 nouveaux réacteurs nucléaires au Japon (3 sur Honshū, et 1 chacun sur Hokkaidō, Kyūshū, Shikoku et Tanegashima), le Japon est devenu le troisième plus grand pays utilisateur de l'énergie nucléaire au monde avec 55 réacteurs nucléaires. Ceux-ci fournissaient 34,5 % de l'électricité japonaise.
À la suite du Séisme de 2011 de la côte Pacifique du Tōhoku, et de l'échec des systèmes de refroidissement de l'usine nucléaire de Fukushima dans laquelle a eu lieu l'accident nucléaire le 11 mars 2011, une catastrophe nucléaire a été déclarée par les autorités. 140 000 habitants se trouvant à moins de 20 km2 ont été évacués. Voir les Conséquences sanitaires et sociales de l'accident nucléaire de Fukushima.

## Médecine, biologie et santé
Le Japon est également l'un des pays majeurs dans la recherche scientifique biologique et médicale, notamment avec la création de l'Agence japonaise pour la recherche médicale et le développement (en). Néanmoins, sa politique de réduction drastique des effectifs de la recherche japonaise menace cette position. Tomoko Tamura, du parti communiste japonais, critique une perte considérable,.

### Scientifiques japonais
- Kitasato Shibasaburō
- Kiyoshi Shiga
- Takamine Jōkichi
- Umetarō Suzuki
- Hantarō Nagaoka
- Dix grands inventeurs japonais